# Rekingen
Rekingen is een plaats en voormalige gemeente in het Zwitserse kanton Aargau en maakt deel uit van het district Zurzach. Rekingen telt 962 inwoners.
Op 1 januari 2022 fuseerde Rekingen met de gemeenten Bad Zurzach, Baldingen, Böbikon, Kaiserstuhl, Rietheim, Rümikon en Wislikofen tot een nieuwe gemeente die de naam Zurzach kreeg.

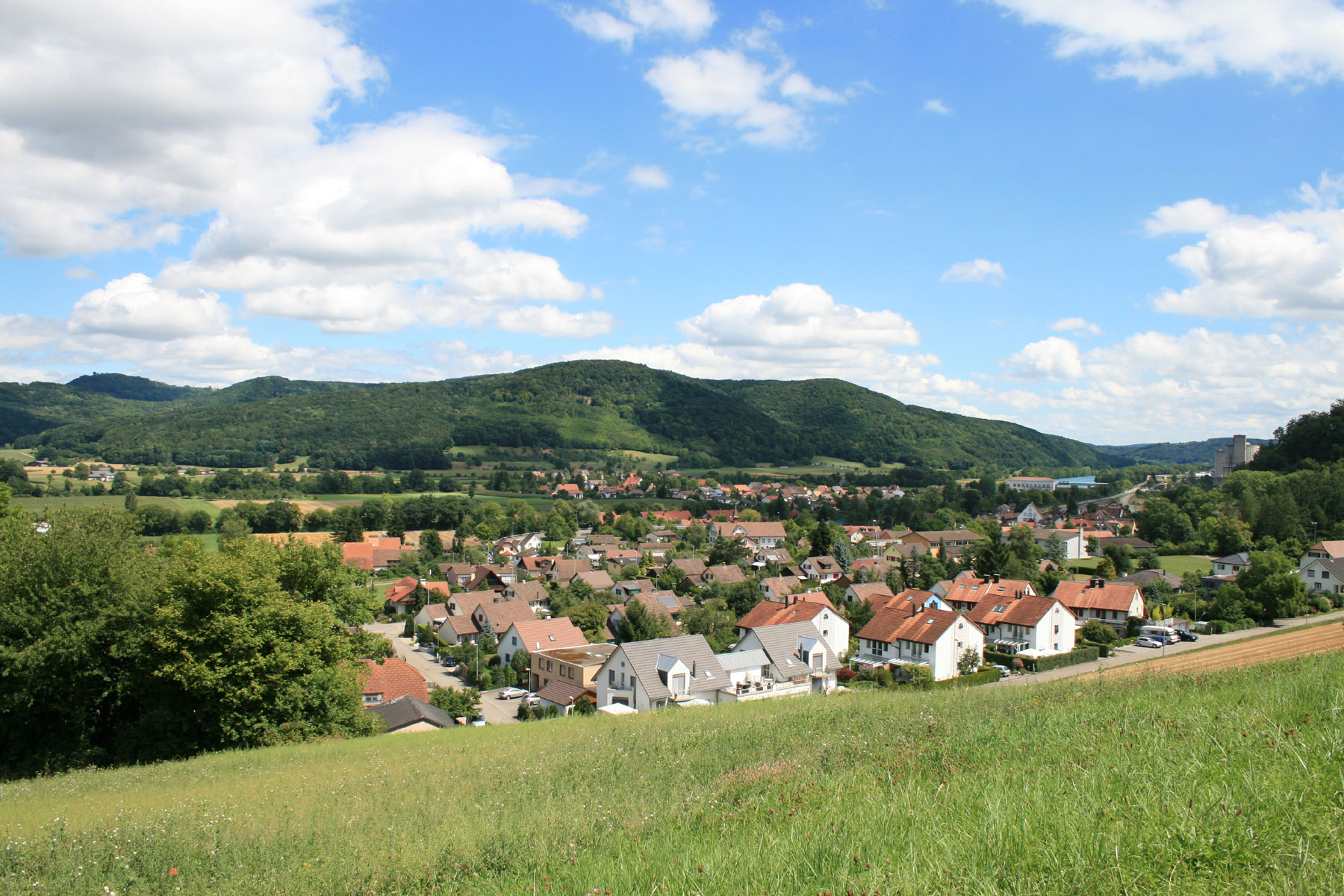
Rekingen